# Бой у Виллер-Бокажа
Бой у Вилле́р-Бока́жа (англ. Battle of Villers-Bocage) — эпизод Второй мировой войны, произошедший 13 июня 1944 года в окрестностях и само́м населённом пункте Виллер-Бокаж, спустя неделю после высадки англо-американских войск в Нормандии.

## Предыстория
В ходе Битвы за Кан, осуществляя операцию «Восхождение» (англ. Operation Perch) после мощного фронтального удара, британские войска устремились в образовавшуюся брешь немецкой обороны с целью зайти во фланг и при возможности отрезать обороняющиеся немецкие части в районе Тийи-сюр-Сёль и продвигались по Национальному шоссе № 175 в направлении Кана силами 22-й бригады 7-й бронетанковой дивизии. Части бригады заняли высоту 174 и остановились перед Виллер-Бокаж, для занятия расположенной восточней города высоты 213 был отправлен авангард из состава 4-го йоменского полка графства Лондон. Английское командование не располагало данными о присутствии в окрестностях войск противника, срочно переброшенных сюда с других участков.

## Силы сторон
В этом бою с немецкой стороны участвовали 1-я рота (10 тяжёлых танков Pz.VI E «Тигр») и 2-я рота (6 тяжелых танков Pz.VI E «Тигр») 101-го тяжёлого танкового батальона СС под командованием Рольфа Мёбиуса и Михаэля Виттмана, соответственно. В состав 101‑го ттб СС входила 4-я отдельная лёгкая пехотная рота. Также в сражении участвовали части, танки PzKpfw IV и пехота, Танковой учебной дивизии и 2 батальона 2-й танковой дивизии.
Английская сторона была представлена бронетанковым эскадроном «А» (эквивалентного роте) 4-го йоменского полка графства Лондон (англ. 4th County of London Yeomanry (Sharpshooters)) 22-й бронетанковой бригады Уильяма Хинда, на лёгких танках М3А3 «Стюарт», средних танках «Кромвель» и «Шерман Файрфлай», а также пехотная рота Стрелковой бригады (англ. Rifle Brigade) на лёгких бронетранспортёрах Universal Carrier и нескольких M9A1, часть штаба 4-го йоменского полка и 5-го полка Королевской конной артиллерии, позже — части бронетанкового эскадрона «В» под командованием Б. Коттона и пехота Её Величества королевского суррейского полка (англ. Queen's Royal Surrey Regiment).

## Ход боя

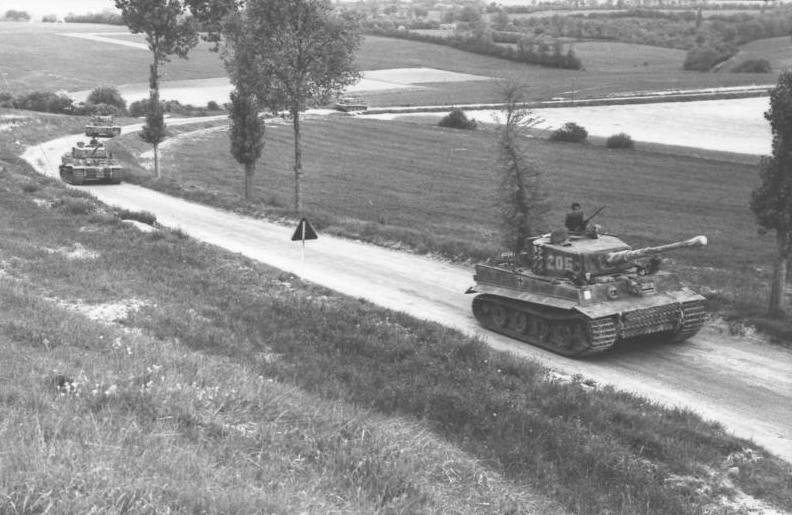
Танковый взвод Витмана по дороге на Моргни, 7 июня 1944.

Как уже отмечалось, британцы не располагали данными о присутствии в непосредственной близости немецких войск, при движении через город английские войска встречали и приветствовали местные жители, но по не выясненным обстоятельствам они также не сообщили о прибытии ночью в окрестности Виллер-Бокажа немецких соединений.
Передовой отряд проследовал, не останавливаясь, на высоту 213 и там высадился. Находящиеся на марше британские войска остановились вдоль шоссе 175, пересекающего город. Командующий авангардом подполковник Крэнли вызвал к себе на совещание офицеров и сержантов в импровизированный командный пункт, расположившийся в фермерском домике рядом с высотой 213.
Основные силы немцев в этот момент находились на замаскированных позициях вдоль Старого Канского тракта, идущего южнее и параллельно шоссе 175 приблизительно в двухстах метрах. Севернее шоссе также находился один «Тигр» с бортовым номером 231.
Заметив передовой отряд британских войск, проследовавших мимо них к высоте 213, и оценив ситуацию, немцы, опасаясь обнаружения, решили нанести незамедлительный удар по растянувшейся колонне британцев между высотой и Виллер-Бокажем.
В результате внезапной атаки им удалось сразу подбить несколько танков англичан и отрезать часть британского авангарда на высоте 213, в дальнейшем танки немцев расстреляли стоящие вдоль дороги бронетранспортёры, британцы успели развернуть одно из двух 6-фунтовых противотанковых орудий и подбить атакующий с севера «Тигр», от огня немецких танков произошел взрыв боеприпасов, находящихся в одном из транспортёров, и уничтожил орудие. Два остававшихся неповреждёнными легких разведывательных танка «Стюарт», вооружённые 37-мм пушками, не могли ничего противопоставить тяжёлым танкам немцев и были уничтожены «Тигром» М. Виттмана, решившего двинуть свой танк к городу, приказав остальным танкам уничтожить передовой отряд англичан, занявших высоту 213.
Проследовав по шоссе до центра Виллер-Бокажа, экипаж Виттмана смог уничтожить невооружённый «Шерман» — корректировщик огня, бронетранспортёр медицинской службы и три «Кромвеля». К этому моменту британцы уже поняли что произошло, «Кромвель» лейтенанта Дайса дважды поразил «Тигр», но не смог пробить броню и ответным огнём был уничтожен, «Фаерфлай» сержанта Локвуда также поразил танк Виттмана и окончательно вывел его из строя, немецкий экипаж во главе со своим командиром покинул танк и выбрался из города.
В это время немцы, подтянув пехоту и артиллерию, полностью блокировали небольшой отряд британцев на высоте 213, последние попытались прорваться назад, но к этому моменту высота была полностью окружена. Потеряв два из находившихся на высоте «Кромвелей», британцы заняли оборону под непрерывным огнём миномётов и артиллерии противника. Командование 22-й бригады выслало подразделения для прорыва к попавшим в окружение, они выбили успевших засесть в городе немцев, но продвинуться выше по шоссе уже не было возможности, так как оно полностью простреливалось противником. Блокированные на высоте 213 англичане, не имея средств продолжать оборону (на высоте в основном были сержанты и офицеры, вызванные на КП, только с личным оружием, боеприпасы, пулемёты и прочее вооружение осталось на шоссе в уничтоженной немцами колонне), капитулировали.
К этому моменту немцы подтянули дополнительные силы и в свою очередь попытались выбить британцев из города. Однако англичане под командованием лейтенанта Коттона успели организовать оборону из нескольких танков и ПТО, в результате атаки немцы потеряли 5 «Тигров» и несколько Pz4 и отошли.
Командование британской 7-й бронетанковой дивизии приняло решение отвести войска из Виллер-Бокажа, так как удерживать его без контроля высоты 213 не имело смысла, а проходящие рядом дороги контролировались основными силами дивизии у Амейе-сюр-Сёль..

## Результаты боя

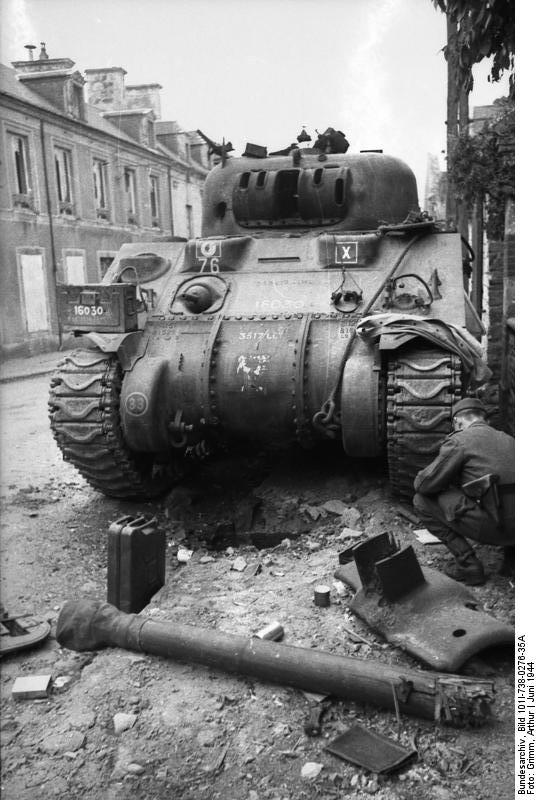
«Шерман Файрфлай» артиллерийских корректировщиков раннего выпуска с корпусом DV (direct vision) М4А1 на центральной улице Виллер-Бокажа. На башне видна пробоина от снаряда, у танка вместо орудия был установлен макет.

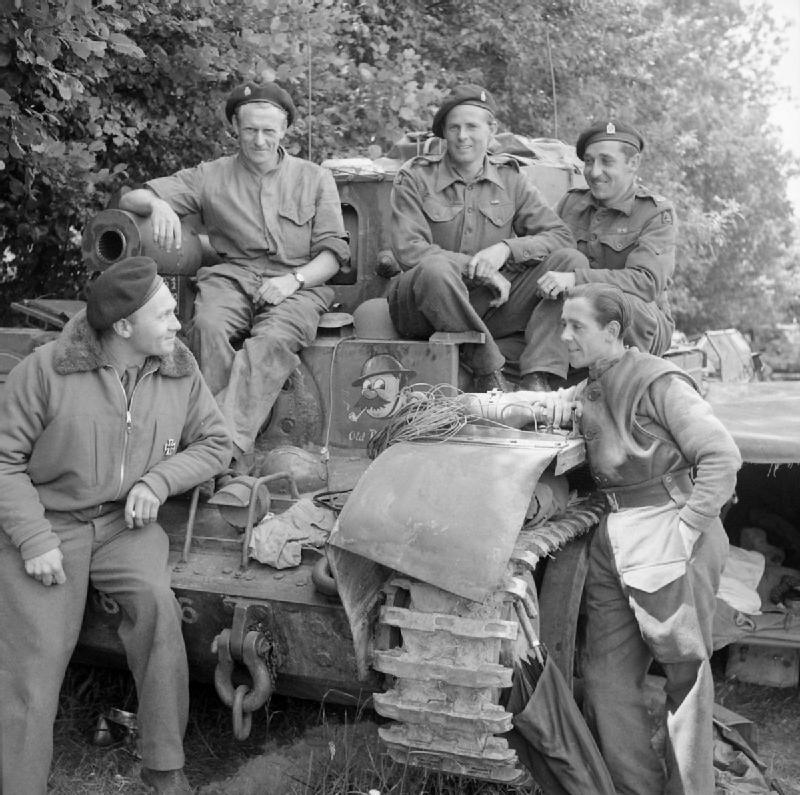
Лейтенант Билл Коттон (первый слева) со своим экипажем.

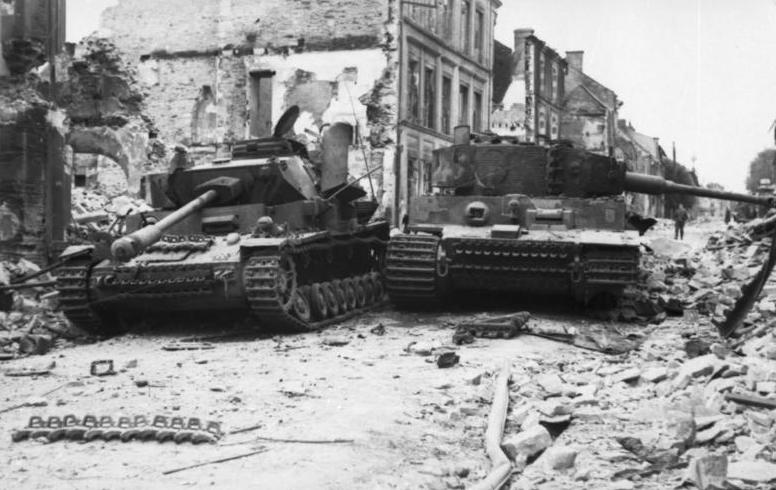
Уничтоженные в результате боя в Виллер-Бокаже немецкие танки.

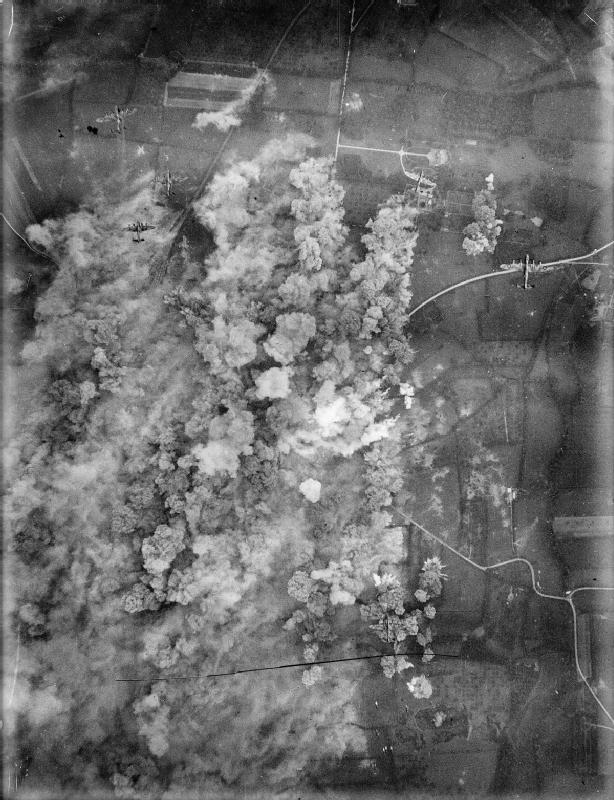
30 июня 1944 года аэрофотоснимок во время бомбардировки Виллер-Бокажа союзниками.

В масштабе стратегической и даже тактической составляющей боевых действий бой у Виллер-Бокажа ни на что не повлиял. Задачи, поставленные перед 22-й бригадой 7-й бронетанковой дивизии по заходу во фланг, отвлечению и распылению немецких частей из района основного прорыва в районе Тийи-сюр-Сёль были выполнены практически в полном объёме.
Немецкая же пропаганда объявила о сокрушительном поражении англичан и появлении нового героя, танкового аса Михаэля Виттмана.
Объективный анализ данных показал, что в начале боя немцы смогли реализовать внезапность и превосходство тяжелых танков «Тигр» в бронировании перед легкими и средними танками англичан.
Уничтожив в первой фазе боя 13 танков, 11 из них средние «Шерманы» и «Кромвели» и два легких танка «Стюарт» (причем большая часть танков во время начала боя была без экипажей), 2 противотанковых орудия и 20 бронетранспортёров из разведывательной роты 7-й бронетанковой дивизии англичан (всего англичане в ходе боя потеряли 23-25 средних и лёгких танков, часть из них была уничтожена самими британцами при последующем отступлении и на высоте 213), немцы потеряли в первой фазе боя два «Тигра» (в том числе подбитый через несколько минут танк самого Виттмана) и в дальнейшем, утратив внезапность, лишились еще до 13 танков — 5 «Тигров» 101-го батальона и нескольких PzKpfw IV из Танковой учебной дивизии. Первый раз за всю историю 101-го тяжелого танкового батальона он за несколько часов боя потерял 5 тяжёлых танков «Тигр».
Виттману пропаганда приписывала уничтожение 25 танков, 2 противотанковых орудий и 20 бронетранспортёров. Однако Виттман непосредственно участвовал только в первой фазе сражения на танке с номером 212, заняв место командира танка вместо Бальтазара Волля (который ранее служил наводчиком в экипаже Виттмана). Таким образом из списка побед Виттмана следует исключить 12 танков (англичане потеряли во время возглавляемой им атаки всего 13 танков), а также ещё два «Кромвеля» эскадрона «А», официально записанные на счет Курта Сова. Часть легкобронированной техники была уничтожена «Тигром» № 231 и танком Юргена Брандта, одно противотанковое орудие могло быть также уничтожено другими танками, в итоге его экипаж мог подбить не более 11 танков. Следует учитывать, что у одного из английских танков, используемого как штабная машина, вместо орудия был установлен макет, а также, что большая часть техники была уничтожена стоявшей у обочины дороги без командиров или экипажей.
К этому надо добавить, что английские и американские средние танки «Кромвель» и «Шерман» на тот момент вполне соответствовали уровню средних танков вермахта, таких как PzKpfw IV, но не могли на равных бороться против тяжёлых немецких танков, лёгкий танк «Стюарт» использовавшийся для разведки, практически не имел шансов и против средних танков. Единственным на тот момент танком союзников, позволявшим уничтожать тяжёлые немецкие танки в лоб, был оснащённый 17-фунтовым английским орудием средний танк «Шерман» — «Фаерфлай». Но если в огневой мощи он был вполне сопоставим, то в плане защищённости не отличался от стандартного слабо бронированного «Шермана» и в этом плане проигрывал таким танкам вермахта как «Тигр» или «Пантера». К тому же «Фаерфлаев» было относительно немного, они распределялись по одному на взвод, оснащённый танками «Шерман» или «Кромвель», у которых при лобовом столкновении с тяжёлыми машинами вермахта шансов практически не было. В условиях ограниченности манёвра, таких как город и сильно пересечённая местность почти всей северо-восточной Франции, подвижность и скорость танков союзников почти полностью утрачивала своё значение. Так и произошло в условиях боя в Виллер-Бокаже. Немцы, в первую очередь Виттман, грамотно использовали момент внезапности и сильные стороны своих машин в первой фазе сражения. Англичане допустили существенный промах в плане разведки местности и излишней самоуверенности. В момент атаки британцы только начали занимать оборонительные позиции в окрестностях высоты 213, и, ещё не обеспечив полной безопасности и собрав большую часть командного состава на командном пункте, облегчили задачу немцам. Однако даже в условиях разрушительной атаки отряда Виттмана, расчёт одного из противотанковых орудий не только успел под огнём противника развернуться в боевое положение, но и подбить один из атакующих танков. Ещё как минимум один из английских танков, это «Кромвель» капитана Дайса, дважды поражал «Тигр» Виттмана. Будь на вооружение британских танкистов более мощные машины нежели «Кромвель», которые появятся у них через несколько месяцев после этого боя, поездка немецкого танкового аса окончилась бы гораздо раньше. К тому же, как уже упоминалось, часть подбитых английских танков, были штабными машинами и корректировщиками огня, с установленными муляжами орудий. В любом случае всё это не умаляет смелости и решительности, проявленной Виттманом и всеми остальными немецкими танкистами в начале этого боя.
В дальнейшем же, во многом благодаря решительным и грамотным действиям лейтенанта Билла Коттона, командира танка поддержки «Кромвель» MK VI (вооружен 95-мм гаубицей), в последующем получившим за этот бой Крест Виктории высшую награду Британской империи, англичане перегруппировались, грамотно расставив танки и противотанковые орудия и встретили ободрённых первоначальным успехом немцев. В этот раз уже немцы действовали безграмотно, послав в первую атаку танки без прикрытия пехоты, и немедленно за это поплатились. Огнём противотанкового орудия, размещённого Коттоном таким образом, что сектор обстрела перекрывал все подходы к английским позициям в районе Ратушной площади, его расчёт уничтожил 3 танка. Ещё несколько «Тигров» и Pz4 подбили танки и пехота. Немцы потеряли все танки, пущенные в атаку. Пока противник пребывал в растерянности, Коттон с подчинёнными раздобыли в развалинах одеяла, вооружились канистрой с бензином и подожгли все повреждённые танки в досягаемости от своих позиций.
После подхода двух батальонов панцергренадеров немецкой 2-й танковой дивизии при поддержке артиллерии британцы отошли от города, успев сжечь почти всю подбитую и повреждённую технику в городе (как свою, так и вражескую). В таких условиях удерживать Виллер-Бокаж не имело смысла. 14 июня 337 английских бомбардировщиков нанесли удар по городу, сбросив почти 1700 тонн бомб. 30 июня город был практически полностью разрушен в результате налета 266 бомбардировщиков Королевских ВВС. Таким образом, британцы пытались нарушить коммуникации противника. Немцы продолжали контролировать город, окончательно он был взят англичанами 4 августа 1944 года.